# 4 Letter Word
4 Letter Word is de vijfde single van Born Crain en werd begin april 2008 uitgebracht in België. De single staat ook op Born Crains tweede studio-album The Pleasure of Your Company dat in mei 2008 wordt uitgebracht.